# Byron Stingily
Byron Stingily, cuyo nombre varía de Byron Stingley, es un cantante de soul, de Funk, de garage y de house nacido en Chicago en los Estados Unidos. Fue el fundador y líder de la banda Ten City.
Actualmente dirige la etiqueta musical de nombre Stingily Music, aunque sigue su carrera como solista.

## Discografía

### Singles
- 1995 Don't Fall In Love (Nervous Records)

- 1996 Love You The Right Way (Nervous Records)

- 1996 Get Up! (Nervous Records)

- 1997 Flying High (Nervous Records)

- 1997 Sing-A-Song (Nervous Records)

- 1997 You Make Me Feel (Mighty Real) (Nervous Records)

- 1998 Testify (Nervous Records)

- 1998 It's Over/Run To Me (Nervous Records)

- 1999 That's The Way Love Is

- 2000 Why Can't You Be Real?, con Danny Tenaglia (Nervous Records)

- 2000 Stand Right Up (Nervous Records)

- 2001 U Turn Me (Nervous Records)

- 2005 About Our Love, avec Kimara Lovelace (Home Recordings)

- 2005 It's All Jesus (Spiritually Sound)

- 2006 Hate Won't Change Me (Un-Restricted Access)

- 2007 Circle Dance (Stingily Music)

### Álbumes
- 1998 The Purist (Nervous Records)

- 2000 Club Stories (Nervous Records)